# Elke Zauner
Elke Zauner (* 7. April 1972 in Altötting) ist eine deutsche Malerin.

## Leben und Werk
Elke Zauner machte von 1991 bis 1994 in Ampfing in Oberbayern eine Ausbildung als Kirchenmalerin. Von 1995 bis 2002 studierte sie figurative Malerei, Zeichnung und Bildhauerei an der Akademie der Bildenden Künste in München und war Meisterschülerin bei Hans Baschang. 2002 schloss sie mit dem Diplom ab. Seit 1997 ist sie freischaffend als Künstlerin tätig.
Stipendien führten sie zu längeren Arbeitsaufenthalten im Jahr 2001 nach Island (Reykjavík), 2003 nach Wien und 2006 nach Bamberg. Sie hatte dort jeweils auch mehrere Ausstellungen. 2008 wurde ihr der Rom-Preis verliehen, der mit einem einjährigen Stipendium in der Deutschen Akademie Rom Villa Massimo in Rom verbunden ist. Das Stipendium wurde mit einer Ausstellung im Martin-Gropius-Bau in Berlin abgeschlossen.
Die Themen von Zauners künstlerischen Arbeiten kreisten anfangs meist um ihre bayerische Heimat, unter anderem erstellte sie mehrere Serien von Tier-Motiven. Dabei entstanden sowohl großformatige und abstraktere Bilder auf Leinwand, wie auch kleine Collagen auf Papier. Darüber hinaus beschäftigt sie sich auch mit Rauminstallationen und Arbeiten mit Montageschaum. Innerhalb der einzelnen Arbeiten verwendet sie vielfältige gestalterische Mittel, Farbüberlagerungen wechseln mit dünnen Lasuren oder geschlossenen Farbflächen.
In ihrem Werk setzt Zauner sich insbesondere mit „Raumverhältnissen und Licht, mit Form und Farbe“ auseinander. Dabei verwendet sie Farbe und Farbabstufungen, um „Räumlichkeit zu suggerieren und anschließend wieder aufzubrechen und den Betrachter in einer Art von visueller Verwirrung zu belassen“. Bei näherer Betrachtung treten Elemente hervor, die z. B. aus starken Farbkontrasten (meist Komplementärfarbigkeit) bestehen, die „verschleiern, wohin ein Raum führt. Der Betrachter bekommt so die Möglichkeit, nach und nach den Bildraum für sich zu erschließen und neue Dimensionen zu entdecken und sich so aus dem Zustand der Verwirrung zu befreien.“
Beeinflusst von ihrem Aufenthalt in der Villa Massimo veränderte sie ihren künstlerischen Stil, in den Mittelpunkt ihrer Bilder sind „nun Licht und Architektur gerückt“. Die Tier-Motive, die zuvor in mehreren Serien ihr Werk beherrschten, sind jetzt komplett verschwunden; desgleichen frühere Pop-Art-Reminiszenzen.
Zauner lebt und arbeitet in Bamberg und Rom.

## Auszeichnungen und Stipendien
- 1998 Danner-Preis für das Kunsthandwerk in Bayern
- 1999 Studienstiftung des deutschen Volkes; Jubiläumsstipendium der Stadt München
- 2001 Stipendium der Studienstiftung für Island (Reykjavík)
- 2003 DAAD-Jahres-Stipendium für Wien
- 2006 Stipendiatin des Internationalen Künstlerhauses Villa Concordia, Bamberg
- 2008 Stipendium der Deutschen Akademie Rom, Villa Massimo

## Ausstellungen (Auswahl)

### Einzelausstellungen
- 1999 Kunstverein Schrobenhausen (mit Luise Ramsauer)
- 2000 Akademie INS Haus der Kunst, München
- 2001 Antrieb: Malerei im Auftrag, Galerie im Rathaus, München; Gratia Plena, Akademie der Bildenden Künste, München
- 2003 Da schau her..., Aspekte-Galerie im Gasteig, München
- 2004 Heilig-Scheinheilig, Künstlerhaus Marktoberdorf
- 2005 Familiär & organic, AKH-Galerie des Künstlerhauses Wien; Kennst Du die Berge, Städtische Galerie Traunstein
- 2006 Nachwuchs, Künstlerhaus Marktoberdorf; Gibt es eigentlich Meermädchen?, Villa Concordia, Bamberg
- 2007 Kunstverein Passau (Stipendiatin der Villa Concordia)
- 2008 Stipendiatin der Villa Massimo, Rom

### Gruppenausstellungen
- 2004 Ebbe und Glut (mit Rolf Laven), Künstlerhauspassage Wien
- 2005 Space-Time (mit Gregor Passens), Galerie White 8, Villach
- 2007 Heilige heute – Ein Kunstparcours durch fünf Erlanger Kirchen, Galerie arsprototo, Erlangen
- 2008 Open-studios, Villa Massimo, Rom; Temple – University, Rom; Reggio Babele, Palazzo Casotti, Reggio Emilia; Welcome, American Academy Rome; Finale, Villa Massimo, Rom
- 2009 Stipendiaten der Deutschen Akademie Rom, Villa Massimo im Gropiusbau, Berlin